# Xmàkovka
Xmàkovka (en rus: Шмаковка) és un poble del krai de Primórie, a l'Extrem Orient de Rússia, que en el cens del 2010 tenia 594 habitants.